# Pflüger Orgelbau

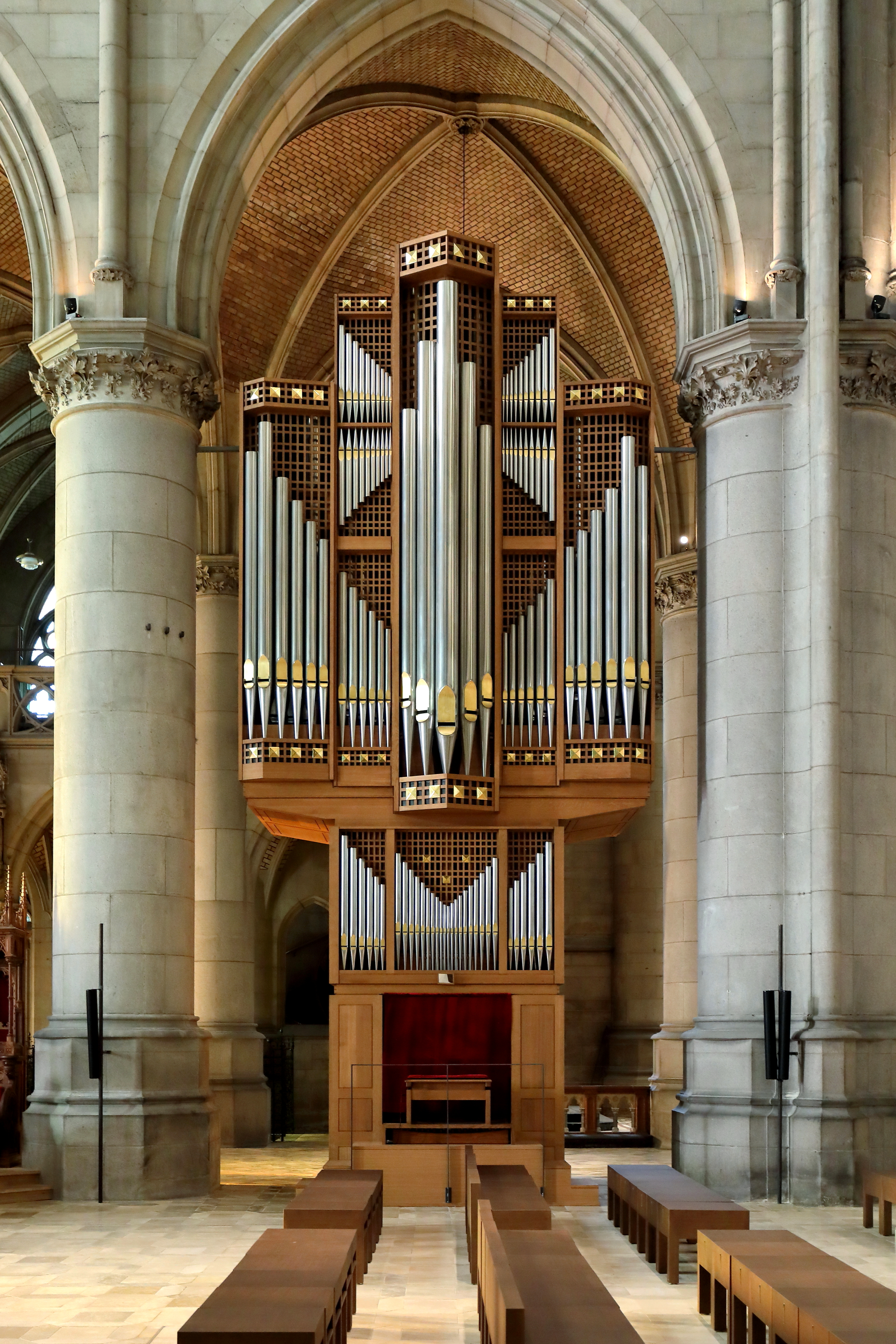
Chororgel im Mariendom in Linz

Pflüger Orgelbau war ein österreichisches Orgelbauunternehmen von 1979 bis 2015 mit Sitz in Feldkirch in Vorarlberg.

## Geschichte
Das Unternehmen Pflüger Orgelbau wurde 1979 von Martin Pflüger (* 1941 in Markgröningen/Baden-Württemberg, † 2021 in Feldkirch), einem ehemaligen Mitarbeiter der Firma Rieger, in Feldkirch gegründet. Die erste Werkstatt, in der die Metallpfeifenwerkstatt untergebracht war, wurde 1981 in der Sonnengasse 10a errichtet, 1988 erfolgte der Einzug in die neu gebaute Betriebsstätte in der Paspelstraße 22. 1995 wurde das bis dahin unter dem Namen „Martin Pflüger Orgelbau“ firmierende Einzelunternehmen gemeinsam mit Martin Pflügers Söhnen Bernhard, Hans-Jörg und Michael in die „Pflüger Orgelbau GmbH“ umgewandelt. Ab 2001 lag die Geschäftsführung in den Händen von Martins Söhnen Bernhard (* 1969) und Hans-Jörg Pflüger (* 1971). Pflüger-Orgeln befinden sich heute in Österreich, Deutschland, der Schweiz, Italien, Japan, Polen, Belarus, Kasachstan und der Slowakei. Am 31. Oktober 2015 wurde die Firma geschlossen.
In klanglicher Hinsicht machte Martin Pflüger den Synthesegedanken der Elsässischen Orgelreform zum bestimmenden Faktor seiner Werkstatt. Von der Pfeifenbau- und Intonationsweise des Joseph Bergöntzle – jenes elsässischen Emigranten, der vor der Französischen Revolution nach Vorarlberg geflüchtet und dort aktiv geworden war – konnte Pflüger eine Verbindung zur elsässisch-französischen Klangästhetik herstellen und im Aufbau der Orgeln in Hauptwerk, Rückpositiv und Schwellwerk Albert Schweitzers Vision einer Trinität der Klaviere verwirklichen.
Bei einigen Orgelprojekten arbeitete die Firma Pflüger mit der gleichfalls in Feldkirch ansässigen Firma Mayer zusammen.

## Werkliste (Auswahl)
| Jahr      | Ort                       | Kirche                                    | Bild | Manuale | Register | Bemerkungen                                                                   |
| --------- | ------------------------- | ----------------------------------------- | ---- | ------- | -------- | ----------------------------------------------------------------------------- |
| ca. 1981  | Bürs                      | St. Martin                                |      | II/P    | 17       | [ 5 ]                                                                         |
| 1983      | Seen                      | Kirchgemeindehaus                         |      | II/P    | 8        | → Orgel                                                                       |
| 1983      | Latschau                  | Filialkirche Latschau                     |      | II/P    | 10       |                                                                               |
| 1984      | Stanzach                  | Expositurkirche Stanzach                  |      | I/P     | 8        |                                                                               |
| 1985      | Rankweil                  | Basilika Rankweil                         |      | II/P    | 24       |                                                                               |
| 1986      | Wattens                   | Alte Kirche St. Laurentius                |      | II/P    | 18       | → Orgel                                                                       |
| 1986      | Göfis                     | St. Lucius                                |      | II/P    | 25       |                                                                               |
| 1986      | Ochsengarten              | Pfarrkirche Ochsengarten                  |      | I/P     | 6        |                                                                               |
| 1988      | Schruns                   | Schrunser Münster                         |      | III/P   | 41       | Gehäusevorderseite von 1867 restauriert, restliche Gehäuseteile rekonstruiert |
| 1989      | Linz                      | Mariä-Empfängnis-Dom Chororgel            |      | II/P    | 27       | → Orgel                                                                       |
| 1991      | Feldkirch                 | Vorarlberger Landeskonservatorium         |      | III/P   | 36       | [ 1 ]                                                                         |
| 1991      | Kettlasbrunn              | Pfarrkirche Kettlasbrunn                  |      | II/P    | 19       | [ 7 ]                                                                         |
| 1992      | Bludenz                   | Heilig-Kreuz-Kirche                       |      | III/P   | 44       | [ 1 ]                                                                         |
| 1993      | Graz-Mariatrost           | Basilika Mariatrost                       |      | III/P   | 43       | → Orgel                                                                       |
| 1994      | Tulln an der Donau        | Minoritenkirche                           |      | II/P    | 14       |                                                                               |
| 1994/1995 | Kellenried, Gemeinde Berg | Abtei St. Erentraud                       |      | II/P    | 23       | → Orgel                                                                       |
| 1995      | Judendorf-Straßengel      | Wallfahrtskirche Maria Straßengel         |      | III/P   | 30       | [ 9 ]                                                                         |
| 1996      | Mönchdorf                 | Pfarrkirche Mönchdorf                     |      | I/P     | 9        |                                                                               |
| 1996      | Häselgehr                 | Pfarrkirche Häselgehr                     |      | II/P    | 17       | Gehäuse aus 1832 von Mathias Mauracher                                        |
| 1996      | Kirchberg in Tirol        | Pfarrkirche Kirchberg in Tirol            |      | II/P    | 21       |                                                                               |
| 1996      | Sankt Lorenzen im Mürztal | Pfarrkirche St. Lorenzen im Mürztal       |      | II/P    | 22       |                                                                               |
| 1997      | Frauenkirchen             | Basilika Frauenkirchen                    |      | II/P    | 33       |                                                                               |
| 1997      | Mölten                    | Maria Himmelfahrt (Mölten)                |      | II/P    | 21       |                                                                               |
| 1997      | Windischgarsten           | Pfarrkirche Windischgarsten               |      | II/P    | 33       | Gehäuseteile und zwei Register wurden von der Vorgängerorgel wiederverwendet. |
| 1998      | Lustenau-Kirchdorf        | Pfarrkirche St. Peter und Paul (Lustenau) |      | II/P    | 36       | → Orgel                                                                       |
| 1998      | Groß Sankt Florian        | Pfarrkirche                               |      | II/P    | 23       |                                                                               |
| 1999      | Untermais                 | St. Vigil (Meran)                         |      | III/P   | 41       |                                                                               |
| 2001      | Hafnerbach                | Pfarrkirche Hafnerbach                    |      | II/P    | 19       |                                                                               |
| 2001      | Sonntagberg               | Basilika Sonntagberg                      |      | II/P    | 25       | Rückführung auf den Originalzustand durch Martin Pflüger                      |
| 2001      | St. Gallenkirch           | Pfarrkirche St. Gallenkirch               |      | II/P    |          | Gehäuse aus ca. 1780                                                          |
| 2003      | Mariazell                 | Basilika                                  |      | I/P     | 9        | Neubau in historischem Gehäuse, sog. „Konradorgel“                            |
| 2003      | Mariazell                 | Basilika                                  |      | I       | 6        | Neubau in historischem Gehäuse, sog. „Marienorgel“                            |
| 2003      | Mistelbach                | Pfarrkirche St. Martin                    |      | III/P   | 40       | HW, SW, RP und Pedal in neuem Eichengehäuse                                   |
| 2003      | Vöcklamarkt               | Pfarrkirche Vöcklamarkt                   |      | II/P    | 30       |                                                                               |
| 2004      | Leifers                   | St. Antonius                              |      | II/P    | 30       |                                                                               |
| 2005      | Tadten                    | Pfarrkirche Tadten                        |      | II/P    | 15       | Disposition                                                                   |
| 2006      | Leoben                    | Pfarrkirche Leoben-St. Xaver              |      | II/P    | 17       | Neue Chororgel, vorwiegend für den liturgischen Gebrauch                      |
| 2009      | Leoben                    | Pfarrkirche Leoben-St. Xaver              |      | III/P   | 36       | Symphonische Hauptorgel, Ersatz einer Orgel Konrad Hopferwiesers von 1899     |
| 2009      | Großwilfersdorf           | Pfarrkirche Großwilfersdorf               |      | II/P    | 14       |                                                                               |
| 2010      | Feistritz an der Drau     | Pfarrkirche Feistritz an der Drau         |      | II/P    | 13       |                                                                               |
| 2010      | Qaraghandy, Kasachstan    | Kathedrale                                |      | II/P    | 32       | einzige Konzertorgel Kasachstans                                              |
| 2014      | Morschach                 | Marienkapelle                             |      | I/P     | 4        | → Orgel                                                                       |
| 2015      | Feldkirch-Gisingen        | St. Sebastian                             |      | II/P    | 25       |                                                                               |